# NGC 4583
NGC 4583 is een balkspiraalstelsel in het sterrenbeeld Jachthonden. Het hemelobject werd op 2 januari 1786 ontdekt door de Duits-Britse astronoom William Herschel.

## Synoniemen
- MCG 6-28-17
- ZWG 188.11
- PGC 42198